# Велики Кал (Мирна Печ)
Велики Кал (словен. Veliki Kal) је насељено место у општини Мирна Печ, регија Југоисточна Словенија, Словенија.

## Историја
До територијалне реорганизације у Словенији био је у саставу старе општине Ново Место.

## Становништво
У попису становништва из 2011. године, Велики Кал је имао 97 становника.
| Број становника према пописима | Број становника према пописима | Број становника према пописима |
| ------------------------------ | ------------------------------ | ------------------------------ |
| 1991                           | 2002                           | 2011                           |
| 72                             | 83                             | 97                             |

Напомена: Године 2013. извршена је мања размена територија између насеља Велики Кал и Оркљевец.